# Wolfgang Barthels
Wolfgang Barthels (* 23. November 1940 in Marienburg, Westpreußen) ist ein ehemaliger deutscher Fußballspieler. In der höchsten Spielklasse des DDR-Fußballs, der Oberliga, spielte er für den SC Empor und dessen Fußballclubausgründung F.C. Hansa Rostock. Barthels lief in zwei Parien für die DDR-A-Nationalmannschaft auf.

## Sportliche Laufbahn

### Gemeinschafts- und Clubstationen
Der in Thüringen aufgewachsene Barthels spielte in seiner Jugend von 1950 bis 1953 bei Traktor Plaue. 1954 zog er nach Rostock, wo er sich bei der BSG Einheit Rostock anmeldete, die zu diesem Zeitpunkt Nummer 1 im Rostocker Fußball war. Mit der Gründung des SC Empor Rostock im November 1954 wechselte Barthels zur Fußballsektion des Sportclubs. Nachdem er zunächst in den Nachwuchsmannschaften und der Reserveelf eingesetzt worden war, kam Barthels am 18. Mai 1959 in einem Freundschaftsspiel gegen die Stadtauswahl von Shengyang (2:0) zum ersten Mal in der Oberligamannschaft zum Einsatz. Einen Monat später bestritt er gegen die BSG Motor Zwickau (14. Juni, 3:0) auf der Rechtsaußenposition sein erstes Oberligapunktspiel.
In Rostock war Barthels auf der rechten Stürmerposition zu einer festen Größe geworden. In seine elfjährige Oberligakarriere (1959–1970) fiel die so genannte Silberära der Ostseestädter. Die Rostocker Mannschaft errang viermal die Vizemeisterschaft und stand zweimal im Endspiel des DDR-Fußballpokals. Merkwürdigerweise stand Barthels jedoch nie in den Pokalendspielen für die Norddeutschen auf dem Platz. Als der Diplomsportlehrer am Ende der Saison 1969/70 seinen Abschied von der ostdeutschen Eliteklasse nahm, standen für ihn 221 Oberligapunktspiele zu Buche, in denen er 45 Tore geschossen hatte. In den Rostocker Rekordlisten kommt Barthels damit jeweils unter die Top 10. Er belegt Rang 9 bei den Einsätzen und den 7. Platz unter allen Oberligatorschützen der Hanseaten.
In Anschluss an seine Rostocker Clubzeit spielte Barthels von 1970 bis 1975 bei der BSG Schiffahrt/Hafen Rostock. Mit der Elf stieg er 1972 in die zweitklassige DDR-Liga auf und bestritt dort 50 Partien (sieben Tore) für die Betriebssportgemeinschaft des Rostocker Hafens.

### Auswahleinsätze
Bereits am 8. März 1959 kam Barthels im Spiel der DDR-Juniorenauswahl gegen England zu seinem ersten internationalen Einsatz. Beim 4:3-Sieg steuerte er sogleich ein Tor bei. Insgesamt acht Mal spielte er für die ostdeutsche U-18, mit der er im Frühjahr 1959 beim UEFA-Juniorenturnier, der inoffiziellen Europameisterschaft in dieser Altersklasse, den 4. Rang bei der Endrunde in Bulgarien belegte. Anfang der 1960er-Jahre bestritt er drei Partien für die ostdeutschen Nachwuchself und bis 1965 neun Einsätze in der B-Nationalmannschaft des DFV.
Am 17. Dezember 1963 und am 12. Januar 1964 wurde er in den Spielen der DDR-A-Nationalmannschaft gegen Burma und Ceylon eingesetzt. Beim 12:1-Sieg gegen Ceylon erzielte nach nur drei Minuten das erste Tor für die DDR – es war zugleich das 100. Tor in der Geschichte der Nationalmannschaft. Obwohl er in diesem Spiel noch einen weiteren Treffer erzielte, konnte sich Barthels gegen die Rechtsaußen Rainer Nachtigall und Hermann Stöcker nicht durchsetzen, sodass es bei diesen beiden Länderspielen blieb. 1964 gehörte Wolfgang Barthels zum Aufgebot der DDR-Olympiaauswahl, die in Tokio die Bronzemedaille gewann. Er bestritt zwei Spiele in der europäischen Qualifikationsrunde sowie die Begegnung DDR – Mexiko in der Vorrunde des olympischen Fußballturniers in Tokio, wo er beim 2:0-Sieg den Führungstreffer erzielte.

### Statistik
| Einsätze für Hansa                                                                            |
| --------------------------------------------------------------------------------------------- |
| - 221 DDR-Oberligaspiele (45 Tore) - 25 FDGB-Pokalspiele (4 Tore) - 6 Europacupspiele (1 Tor) |

## Weiterer Werdegang
Nach Beendigung seiner aktiven Karriere arbeitete er als Sportlehrer an einer Rostocker Berufsschule und war Trainer der F-Jugend des F.C. Hansa.